# Famille communautaire endogame
 (décembre 2018).
La famille communautaire endogame est un système familial identifié par Emmanuel Todd dans son essai La Troisième Planète : Structures familiales et système idéologiques.
Ce système correspond à un système de famille communautaire où s'observe le mariage préférentiel entre cousins parallèle du premier degré, dérivant d'une hypertrophie du lien frère-frère.

## Répartition
Selon Emmanuel Todd, la famille communautaire endogame a un poids de 10 % dans le monde (en pourcentage de la population mondiale), selon des chiffres de 1983.
On rencontre ce système familial dans tout le monde arabe, dans les pays de population turque, en Iran, Afghanistan et Pakistan.